# Stahl Eisenhüttenstadt
Stahl Eisenhüttenstadt – niemiecki klub piłkarski z siedzibą w Eisenhüttenstadt, powstały w 1950 roku. Rozwiązany w 2016 roku.

## Historia
Początki klubu sięgają 27 listopada 1950 roku, kiedy powstał Betriebssportgemeinschaft (BSG) „Stahl” Fürstenberg przy kombinacie metalurgicznym Eisenhüttenkombinat Ost (EKO). W tym samym roku na potrzeby Stahli został przebudowany obiekt sportowy, leżący przy budowanej hucie, w dzielnicy Schönfließ, włączonej w 1950 roku do miasta Fürstenberg (Oder). Wraz z powstaniem kombinatu wybudowano również osiedle mieszkaniowe, które w 1953 roku otrzymało nazwę Stalinstadt i uzyskało prawa miejskie – odłączając się od Fürstenbergu, a 8 marca tego samego roku zespół przyjął nazwę BSG Stahl Stalinstadt. 13 listopada 1961 roku zmieniono nazwę klubu na BSG Stahl Eisenhüttenstadt – od nowo powstałego miasta Eisenhüttenstadt, które powstało z połączenia miast Stalinstadt i Fürstenberg.
W 1969 roku Stahl awansowała po raz pierwszy w historii do najwyższej klasy rozgrywek piłkarskich NRD – Oberligi, z tej okazji przebudowano stadion, który został rozbudowany do 10 tysięcy miejsc. W Oberlidze mecze BSG Stahl przyciągały od 3000 do 10 000 (mecz z Chemie Lipsk i Vorwärts Berlin) widzów, jednak zespół zdobył 17 punktów i zajął 14. miejsce, co spowodowało spadek na II poziom rozgrywek. W 1989 roku „Hutnicy” po raz drugi w historii wywalczyli awans do Oberligi. W sezonie 1989/1990 drużyna zajęła 12. miejsce, a w ostatnim sezonie Oberligi – 1990/1991 – 9. miejsce. Spotkania ligowe w tych dwóch sezonach przyciągały od 1350 do 8500 kibiców. 
W ostatnich rozgrywkach o puchar NRD w piłce nożnej (Puchar FDGB 1990/1991) Stahl awansowała do finału, eliminując po drodze m.in. 1. FC Union Berlin, gdzie przegrała 0:1 z Hansą Rostock, jednak dzięki temu, że Hansa zdobyła również mistrzostwo Oberligi, to Stahl, jako finalista pucharu NRD, mogła zagrać w Pucharze Zdobywców Pucharów.

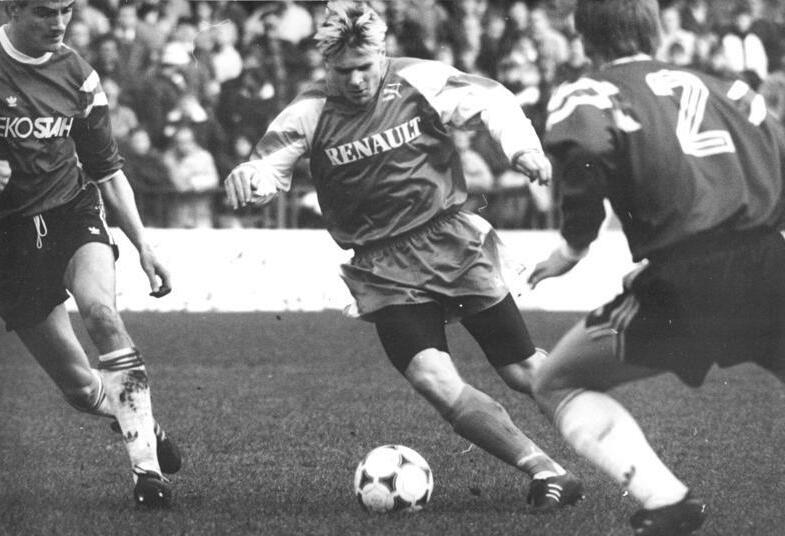
Mecz 12 kolejki Oberligi z 24 listopada 1990 roku, Energie Chociebuż – Stahl (0:0)

Po przemianach gospodarczych i społecznych, w wyniku przemian politycznych 1989 roku i włączenia NRD do RFN w 1990 roku, system zakładowych klubów sportowych nie mógł już dłużej funkcjonować i zostały one zastąpione przez kluby obywatelskie działające na prawie niemieckim. Tym samym 19 maja 1990 roku członkowie sekcji piłkarskiej BSG Stahl Eisenhüttenstadt założyli stowarzyszenie Eisenhüttenstädter Fußball-Club Stahl, które kontynuowało tradycje BSG Stahl. 
W 1991 roku rozegrano Superpuchar Niemiec, który jedyny raz w historii składał się z półfinału i finału. Wynikało to z włączenia NRD do RFN w 1990 roku i próby wyłonienia najlepszej drużyny „zjednoczonych” Niemiec. W rozgrywkach wziął udział mistrz RFN z sezonu 1990/1991 – 1. FC Kaiserslautern, zdobywca pucharu RFN z sezonu 1990/1991 – Werder Brema, mistrz NRD i zdobywca pucharu NRD z sezonu 1990/1991 – Hansa Rostock, a także finalista pucharu NRD (z racji zdobycia przez Hansę dubletu) – Stahl Eisenhüttenstadt. Stahl odpadła już w półfinale po porażce 0:1 z Werderem Brema.
W sezonie 1991/1992 „Hutnicy” wystąpili w 1/16 finału Pucharu Zdobywców Pucharów, gdzie spotkali się z tureckim Galatasarayem Stambuł. W pierwszym meczu u siebie Stahl przegrała 1:2, na oczach prawie 3500 kibiców. W rewanżu padła druga porażka, tym razem 0:3, w wyniku czego Stahl pożegnała się z rozgrywkami.
W latach 1991–2016 Stahl balansowała pomiędzy III a VII poziomem rozgrywek piłkarskich w Niemczech, zdobyła Puchar Brandenburgii w 1992, 1993 i 2002 roku, oraz wystąpiła pięciokrotnie w pucharze Niemiec w piłce nożnej, najwyżej dochodząc do 1/16 finału w sezonie 1992/1993. Ponadto w pucharze Niemiec „Hutnicy” zagrali w I rundzie z Herthą Berlin w sezonie 1997/1998, a przegrane 0:4 spotkanie oglądało 5300 widzów, oraz z Werderem Brema w sezonie 2002/2003, kiedy Stahl na oczach 5000 kibiców przegrała 0:1.
1 czerwca 2015 roku Stahl, Aufbau Eisenhüttenstadt, 1. FC Fürstenberg i Jugendförderverein Eisenhüttenstadt podjęły decyzję o fuzji i utworzyły nowy klub FC Eisenhüttenstadt. 1 lipca 2016 roku fuzja stała się faktem i od sezonu 2016/2017 w rozgrywkach występuje FC Eisenhüttenstadt, który przejął miejsce Stahli w rozgrywkach Brandenburg-Ligi (VI poziom).

### Historyczne nazwy
- 27.11.1950 – BSG (Betriebssportgemeinschaft) „Stahl” Fürstenberg
- 08.03.1953 – BSG „Stahl” Stalinstadt
- 13.11.1961 – BSG „Stahl” Eisenhüttenstadt
- 19.05.1990 – Eisenhüttenstädter Fußballclub „Stahl” 1990
- 01.07.2016 – FC Eisenhüttenstadt (fuzja klubów Stahl, Aufbau Eisenhüttenstadt, 1. FC Fürstenberg i Jugendförderverein Eisenhüttenstadt)

## Sukcesy

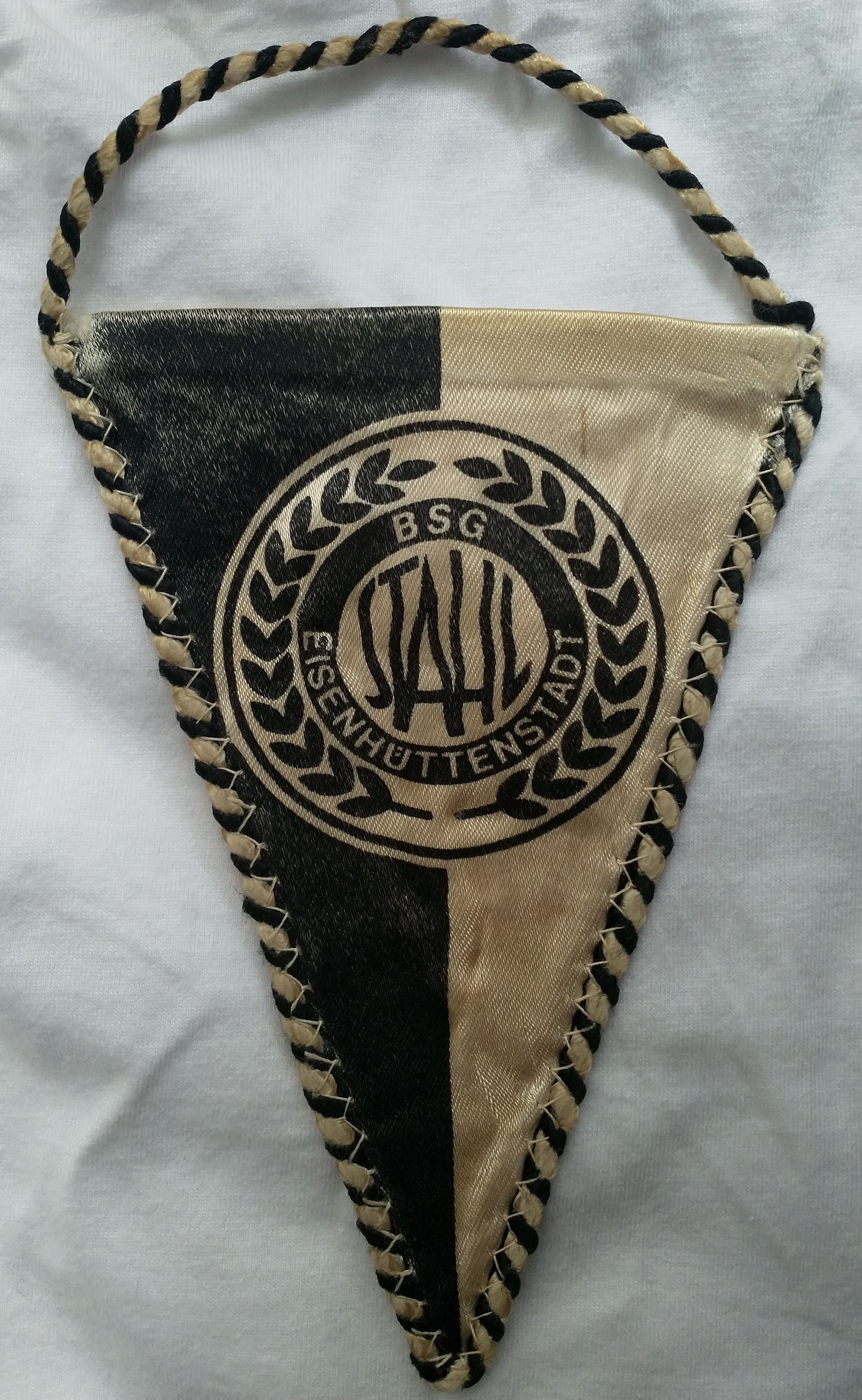
Proporczyk BSG Stahl Eisenhüttenstadt

- Oberliga NRD: 
  - 9.miejsce: 1990/1991[14]
- Puchar FDGB (Puchar NRD):
  - Finał: 1990/1991[7]
- Puchar Niemiec:
  - 1/16 finału: 1992/1993[10]
- Superpuchar Niemiec:
  - Półfinał: 1991[8]
- Puchar Zdobywców Pucharów:
  - 1/16 finału: 1991/1992[9]

## Stadion

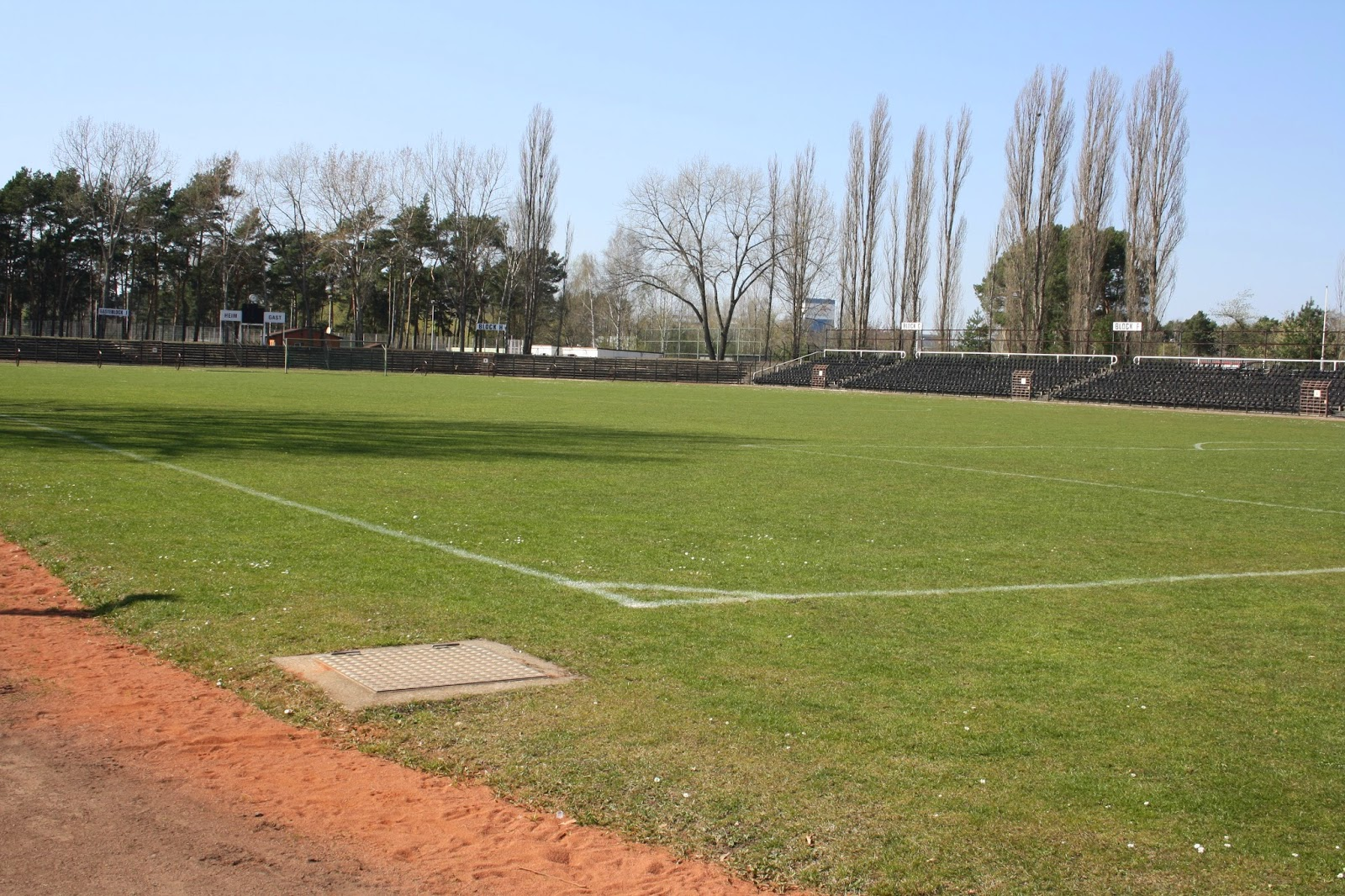
Stadion der Hüttenwerker

Stahl rozgrywała mecze na stadionie hutniczym przy ulicy Waldstraße w Eisenhüttenstadt. Dane techniczne obiektu:
- pojemność: 10 000 miejsc (w tym 2850 siedzących)
- oświetlenie: brak
- wymiary boiska: b.d.
- najwyższa frekwencja: 10 000[4]

## Występy w Oberlidze NRD
Stahl zajmuje 31. miejsce w tabeli wszech czasów Oberligi NRD w piłce nożnej. 
| Sezon     | Rozgrywki ligowe | Rozgrywki ligowe | Rozgrywki ligowe | Rozgrywki ligowe | Rozgrywki ligowe | Rozgrywki ligowe | Rozgrywki ligowe | Rozgrywki ligowe | Rozgrywki ligowe | Puchar FDGB (Puchar NRD) |
| Sezon     | Nazwa ligi       | Miejsce          | M                | Z                | R                | P                | +/−              | Pkt              | Uwagi            | Puchar FDGB (Puchar NRD) |
| --------- | ---------------- | ---------------- | ---------------- | ---------------- | ---------------- | ---------------- | ---------------- | ---------------- | ---------------- | ------------------------ |
| 1969/1970 | DDR-Oberliga     | 14               | 26               | 5                | 7                | 14               | 21:36            | 17               | –                | 1/16 finału              |
| 1989/1990 | DDR-Oberliga     | 12               | 26               | 2                | 14               | 10               | 22:31            | 18               | –                | 1/8 finału               |
| 1990/1991 | DDR-Oberliga     | 9                | 26               | 7                | 12               | 7                | 29:25            | 26               | –                | Finał                    |
| Źródła    |                  |                  |                  |                  |                  |                  |                  |                  |                  |                          |

## Kibice
W ramach klubu działała grupa kibicowska o nazwie EH-Fanatics. Szczególnym zainteresowaniem kibiców cieszyły się spotkania z Energie Chociebuż i Vorwärts/Viktoria Frankfurt. Dobre stosunki łączyły kibiców Stahli z sympatykami hamburskiego Altona 93.
Kibice klubu posiadali kilka flag, m.in. „EH-FANATICS”, „Eisenhüttenstadt”, „EFC STAHL”.